# Liste der Einträge im National Register of Historic Places im Liberty County (Texas)
Die Liste der Registered Historic Places im Liberty County führt alle Bauwerke und historischen Stätten im texanischen Liberty County auf, die in das National Register of Historic Places aufgenommen wurden.

## Aktuelle Einträge
| Lfd. Nr. | Name im NRHP                                | Bild | Datum der Eintragung | Adresse/Lage                          | Ort     | NRHP-ID  | Beschreibung |
| -------- | ------------------------------------------- | ---- | -------------------- | ------------------------------------- | ------- | -------- | ------------ |
| 1        | Black Cloud                                 |      | 22. Okt. 1992        | Address Restricted                    | Liberty | 92001401 |              |
| 2        | Cleveland-Partlow House                     |      | 16. Feb. 1984        | 2131 Grand Ave.                       | Liberty | 84001907 |              |
| 3        | Liberty County Courthouse                   |      | 12. Dez. 2002        | 1923 Sam Houston Blvd.                | Liberty | 02001514 |              |
| 4        | Site 41 Lb 4                                |      | 14. Juli 1971        | Address Restricted                    | Dayton  | 71000947 |              |
| 5        | State Highway 3 Bridge at the Trinity River |      | 10. Okt. 1996        | US 90, 1.3 mi. W of jct. with FM 2684 | Liberty | 96001114 |              |